# دانيال كريتندن
دانيال كريتندن (بالإنجليزية: Danielle Crittenden)‏ (20 أبريل 1963، تورونتو في كندا)؛ صحفية وروائية كندية-أمريكية.